# 다말 (다윗의 딸)

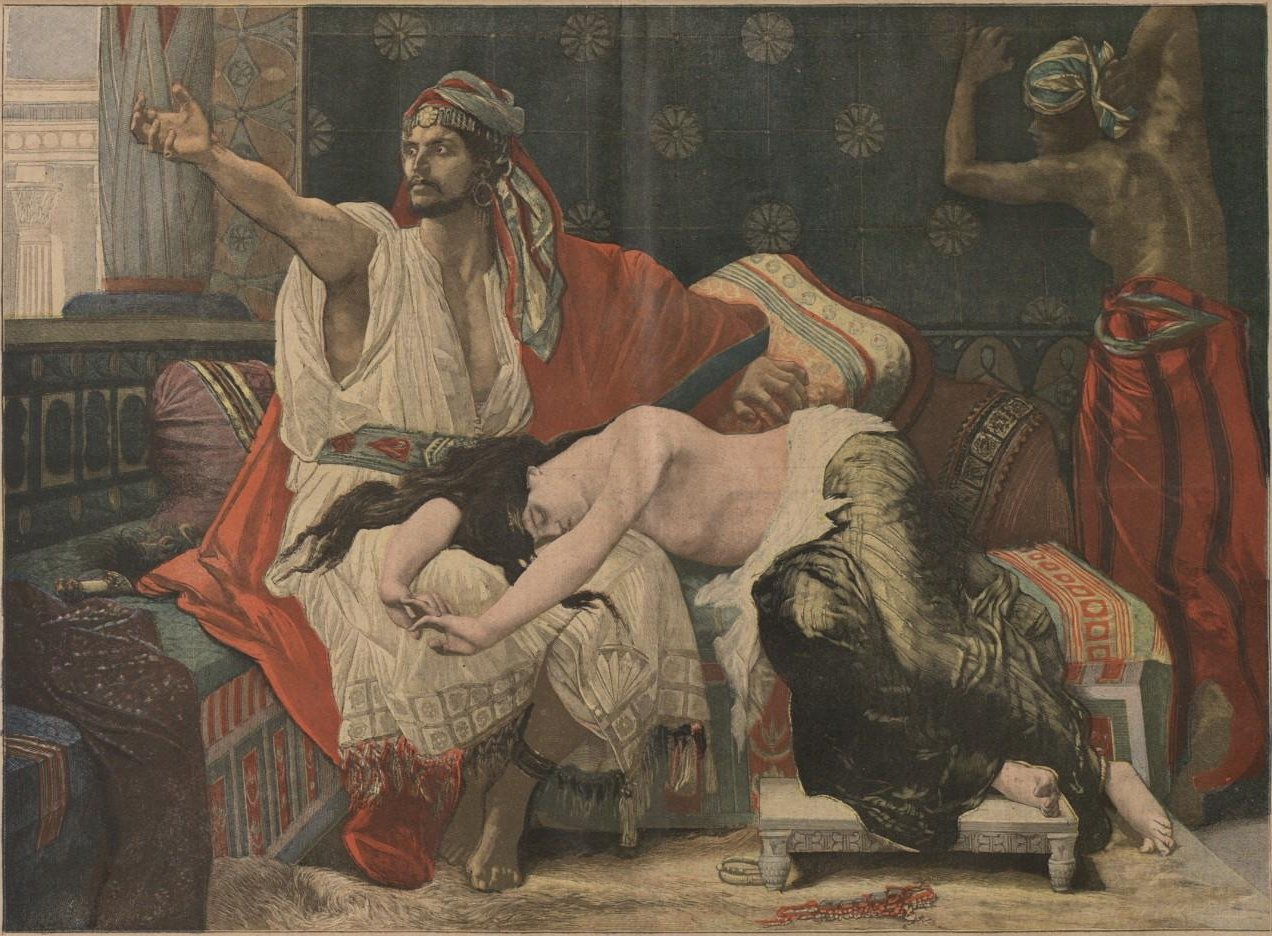
알렉상드르 카바넬의 작품 다말

다말(Tamar)은 히브리어 성경 사무엘하에서 다윗 왕의 딸이자 압살롬의 누이인 이스라엘 왕국의 공주였다. 성경 이야기(사무엘하 13장)에서 그녀는 이복형 암논에게 강간을 당한다.

## 어린 시절
다말은 다윗 왕과 그술 왕 달매의 딸 마아가의 딸이었다. 압살롬은 그녀의 오빠이고 암논은 이복형이다. 성서는 다말의 어린 시절에 대해 언급하지 않는다. 그러나 사무엘하 13장에서 그녀는 "화려한 예복"을 입고 있으며 이것이 옛적 왕의 처녀 딸들이 입던 옷이라고 언급한다.

## 강간 (사무엘상 2장 13절)
다말이 십대 시절에 암논은 그녀에게 집착하게 되었고, 그녀의 오빠 압살롬처럼 아름답다고 말했다. 암논의 친구이자 사촌인 요나답은 계략을 꾸몄다. 암논은 아픈 척하면서 다윗 왕에게 다말을 데려와 음식을 만들어 달라고 요청했다. 다윗 왕은 암논의 의도를 모르고 암논이 시키는 대로 했다. 다윗은 장자인 그를 좋아했기 때문이다. 다말은 순종했다. 음식 준비를 마친 암논은 그 방에 있던 하인들을 내보내고 다말에게 성관계를 강요했다. 그녀는 법을 인용하며 거절했지만 그는 그녀보다 강했기 때문에 그녀를 강간했다. 성관계가 끝난 후 암논은 다말에게 화를 내며 그녀를 학대하고 방에서 나가라고 소리쳤다. 다말은 그녀의 명성을 보존하기 위해 그녀와 결혼해 달라고 간청했지만, 암논은 대신 그녀를 방에서 쫓아냈다. 다말은 옷을 찢고 울면서 갔다. 이 소식은 왕실 전체에 퍼졌다.
그녀의 형 압살롬은 다말을 위로하면서 그녀가 강간한 일을 복수하겠다고 다짐했다. 다윗은 그녀가 강간당했다는 소식을 듣고 화가 났지만 아무 조치도 취하지 않았다. 2년 뒤에 압살롬은 암논을 살해한 뒤 그술로 도망쳤다.

## 압살롬의 반역과 이후의 삶
강간을 당한 후 다말은 왕가를 떠나 압살롬의 집에 살았고 압살롬의 유배 기간과 압살롬의 반역(사무엘하 13-19장) 동안 그곳에서 머물렀다. 반란 중에 압살롬의 두 아들이 모두 죽고 나중에는 압살롬 자신도 죽었다. 다말은 다말이라고도 불리는 조카딸의 후견인이 되었다. 성경은 다말이 "오빠의 집에 홀로 남겨진 여자"라고 언급한다. 그녀는 강간으로 인해 슬픔과 충격을 받았다. 그녀의 이후의 삶과 죽음에 대해서는 알려진 바가 없다.